# Lorena Brandl
Pour les articles homonymes, voir Brandl.
Lorena Brandl, née le 15 mai 1997, est une taekwondoïste allemande. En 2022, elle est médaillée de bronze aux championnats du monde de taekwondo.

## Biographie

### Junior
Brandl commence le taekwondo en 2007 et participe à sa première compétition internationale en 2013. En 2014, elle est selectionnée pour la première fois par l'équipe nationale allemande et la même année, elle dispute ses premiers championnats d'Europe (U21). En 2015, elle obtient la première place aux Championnats d'Europe des moins de 21 ans à Bucarest et remporte une médaille de bronze aux Championnats d'Europe des moins de 21 ans à Sofia en 2017.

### Senior
Brandl participe aux championnats du monde seniors de 2015 à Tcheliabinsk, de 2017 à Muju et de 2019 à Manchester dans la catégorie de poids des plus de 73 kg, sans toutefois parvenir à se classer. Elle dispute également les championnats d'Europe seniors en 2016 à Montreux, en 2018 à Kazan, en 2021 à Sofia et en 2022 à Manchester.
Lorena Brandl remporte une médaille d'argent dans la catégorie des 67 kg aux Championnats d'Europe extra de taekwondo 2019 à Bari.
En 2021, elle participe au tournoi de qualification pour les Jeux olympiques de Tokyo, où elle obtient la troisième place dans la catégorie de poids des plus de 67 kg, mais ne réussit pas à se qualifier pour les Jeux olympiques.
Brandl obtient une médaille de bronze aux Championnats du monde féminins de 2021 à Riyad. En 2022, et conquiert la médaille d'or dans la catégorie des plus de 67 kg au Grand Prix de Manchester,. La même année, elle dispute les Championnats du monde à Guadalajara et remporte une médaille de bronze dans la catégorie des plus de 73 kg.
Brandl a participé aux championnats du monde de Bakou en 2023, où il a été battu par la Croate Nika Klepac dans la catégorie des +73 kg lors de son premier combat. En octobre 2023, elle a remporté une médaille de bronze au Grand Prix de Taiyuan dans la catégorie des moins de 67 kg et plus.
Grâce à la huitième place qu'elle a obtenue en janvier 2024 au terme du parcours sélectif de qualification olympique, Brandl a pu  décrocher une place de quota dans la catégorie de poids + 67 kg, et défendra les couleurs de l' Allemagne aux Jeux Olympiques 2024.
Aux Championnats d'Europe 2024 à Belgrade, Brandl a remporté la médaille d'or dans la catégorie des plus de 73 kg après avoir battu l'athlète turque Nafia Kuş 2-0 en finale.